# Xyrichtys sanctaehelenae
Xyrichtys sanctaehelenae är en fiskart som först beskrevs av Günther, 1868.  Xyrichtys sanctaehelenae ingår i släktet Xyrichtys och familjen läppfiskar. IUCN kategoriserar arten globalt som livskraftig. Inga underarter finns listade i Catalogue of Life.